# Perlis Open
Pour les articles homonymes, voir Perlis (homonymie).
Le Perlis Open est une course cycliste par étapes disputée en Malaisie. Il a été inscrit au calendrier UCI en 2001-2002 (catégorie 2.5) et 2009 (UCI Asia Tour, catégorie 2.2).

## Palmarès
| Année     | Vainqueur             | Deuxième             | Troisième                   |
| --------- | --------------------- | -------------------- | --------------------------- |
| 2001      | Kristjan Snorrasson   | Tonton Susanto       | Makoto Iijima               |
| 2002      | Jamsran Ulzii-Orshikh | Serguei Derevyanov   | Mohamed Razali Shahrulneeza |
| 2003-2008 | Course non organisée  | Course non organisée | Course non organisée        |
| 2009      | Anuar Manam           | Mai Nguyễn Hưng      | Abdelmalek Madani           |